# 魏仁浦
魏仁浦（911年—969年6月20日），字道濟，衛州汲（今河南衛輝）人。

## 生平
少時以孝聞名，後晉時是樞密院小吏，後助郭威起兵建立後周，任樞密承旨。郭威临死前向柴荣嘱咐：“魏仁浦勿使离枢密院。”後周世宗时，迁中书侍郎、平章事、集贤殿大学士兼枢密使。周恭帝即位，加刑部尚书。北宋初年，进右僕射，解除樞密使一職，一再以疾乞歸，不許。乾德二年，與首相范質、次相王溥同日罷相。开宝二年（969年）赵匡胤亲征北汉，魏仁浦隨行，途中因疾回京，不久病死，谥宣懿。

## 家族
- 祖：魏楚，累贈太師兼侍中、追封魏國公
- 祖母：郭氏，追封燕國太夫人
- 父：魏韜，累贈中書令、追封越國公
- 母：李氏，追封晉國太夫人
- 妻：李氏，秦國太夫人
- 妻：李氏，韓國太夫人
- 子：魏咸信，終官保平軍節度使、同中書門下平章事、鉅鹿郡公、食邑一萬三千九百戶、實封四千七百戶、檢校太尉、開府儀同三司、上柱國、贈中書令。开宝五年，魏咸信娶宋太祖之女永庆公主。
  - 孫：魏昭易，終官內園使
  - 孫：魏昭用，贊善大夫
  - 孫：魏昭亮，四方館使、恩州團練使
  - 孫女：魏氏，長壽縣主，適內殿承班、閤門祗侯張士宗
  - 孫女：魏氏，適右班殿直、閤門祗侯王從益
    - 曾孫：魏餘慶，東頭供奉官、閤門祗侯
    - 曾孫女：魏氏，適趙宗奭
- 子：魏咸熙，累贈工部尚書
  - 孫：魏昭侃(魏昭昞)，禮賓副使
  - 孫：魏昭慶，左侍禁
  - 孫：魏昭素，閤門祗侯
  - 孫：魏昭文，終官西上閤門使、封州刺史
    - 曾孫女：魏氏，適右監門率府副率趙仲甫

## 評價
《资治通鉴》称魏仁浦“虽处权要而能谦谨”，“虽起刀笔吏，致位宰相，时人不以为忝”